# Dendrobium cultrifolium
Dendrobium cultrifolium är en orkidéart som beskrevs av Rudolf Schlechter. Dendrobium cultrifolium ingår i släktet Dendrobium, och familjen orkidéer. Inga underarter finns listade i Catalogue of Life.